# Dolores Spikes
Dolores Margaret Richard Spikes, geborene Dolores Margaret Richard (geboren 24. August 1936 in Baton Rouge, Louisiana; gestorben 1. Juni 2015 ebenda) war eine US-amerikanische Mathematikerin und Hochschulleiterin.

## Leben

### Frühe Jahre und mathematische Karriere
Spikes kam als Tochter von Lawrence Granville Richard und Margaret Patterson Richard zur Welt. Obwohl ihre Eltern beide nie ein College besucht hatten, waren sie sehr darum besorgt, ihr und ihren Schwestern trotz knapper finanzieller Mittel ein Hochschulstudium zu ermöglichen. Nachdem Spikes zunächst in Baton Rouge kirchliche und private Schulen besuchte, studierte sie ab 1954 an der Southern University Mathematik. Sie wurde in die Alpha Kappa Alpha Sorority aufgenommen; zudem besuchte sie einen Literaturkurs, in welchem sie ihren späteren Ehemann Hermon Spikes kennenlernte.
Nachdem sie ihr Studium an der Southern University 1957 mit einem Bachelor summa cum laude abgeschlossen hatte, wechselte sie an die University of Illinois at Urbana-Champaign, von wo sie im Jahr darauf einen Masterabschluss erhielt. Im Anschluss unterrichtete sie drei Jahre lang Naturwissenschaften an einer High School in Mossville im Calcasieu Parish, Louisiana.
1961 kehrte Spikes an ihre Alma Mater nach Baton Rouge zurück, wo sie zunächst eine Assistenzstelle erhielt. Dort wurde sie 1971 unter der Betreuung von Jack Ohm mit einer Arbeit zur Theorie der kommutativen Ringe promoviert. Sie war die erste Afroamerikanerin, die an der Louisiana State University einen Ph. D. in Mathematik erlangte. Der Titel ihrer Dissertation lautete Semivaluations and Groups of Divisibility.

### Hochschuladministration
In der Folgezeit stieg sie in der Hierarchie der Southern University stetig auf. Sie hielt sowohl Anfängervorlesungen als auch solche für fortgeschrittene Studierende, ehe sie sich in den 1980er Jahren zunehmend administrativen Aufgaben zuwandte. Ab 1982 diente sie als Assistentin des Kanzlers der Southern University, ehe sie 1985 zur Vizekanzlerin ernannt wurde. 1987 wurde sie Universitätskanzlerin, zunächst für ein Jahr an der Southern University at New Orleans und anschließend bis 1992 wieder in Baton Rouge. Zudem wurde sie 1988 zur Präsidentin des Southern University System gewählt. Sie war die erste Afroamerikanerin die einer Universität in Louisiana vorstand und die erste Frau, die ein US-amerikanisches Universitätssystem als Präsidentin leitete.
Ab 1987 gehörte sie dem Vorstand des Instituts für Bildungsmanagement der Harvard University an. 1994 berief Bill Clinton sie in den nationalen Beraterstab zu historisch afroamerikanischen Colleges und Hochschulen, zwei Jahre später wurde sie als stellvertretende Vorsitzende in die Kellogg Commission bestellt, welche die Zukunft der öffentlichen Hochschulen in den Vereinigten Staaten beraten sollte.
Spikes verließ die Southern University im Jahre 1996 und wechselte im Folgejahr an die University of Maryland Eastern Shore in Princess Anne (Maryland), deren Präsidentin sie bis 2001 war, als sie ihre berufliche Karriere aus gesundheitlichen Gründen beendete.
Die Zeitschrift Ebony zählte sie 1990 zu den „20 einflussreichsten schwarzen Frauen in Amerika“.